# Crush ’Em
«Crush ’Em» — песня американской треш-метал-группы Megadeth с восьмого студийного альбома Risk 1999 года. Композиция входит в саундтрек к фильму «Универсальный солдат 2: Возвращение». Сингл занял шестое место в чарте Mainstream Rock Tracks.
Песня вошла в сборники Capitol Punishment: The Megadeth Years и Warchest. Тем не менее, она не попала в альбом Greatest Hits: Back to the Start, составленный по итогам опроса среди фанатов группы.

## Стиль песни
Как и большинство песен на альбоме, «Crush 'Em» является примером музыкальных экспериментов, характерных для творчества группы конца 1990-х годов. В начале играет техно-бит, затем появляются гитарные риффы в стиле фанк. После этого звучание музыки становится близким к хард-року и хэви-металу.

## Музыкальное видео
Клип был снят в начале июня 1999 года в том же помещении, что и музыкальное видео на песню «Hangar 18» 1990 года. В клипе также снялись главные герои фильма «Универсальный солдат 2: Возвращение» Жан-Клод Ван Дамм и Билл Голдберг, причём последний выкрикивает вместе с Дэйвом Мастейном фразу «Crush 'Em».

## Список композиций
1. «Crush 'Em» (радиоверсия)
2. «Crush 'Em» (альбомная версия)

## Участники записи
- Дэйв Мастейн — соло-гитара, вокал
- Марти Фридмен — ритм-гитара
- Дэвид Элефсон — бас-гитара, бэк-вокал
- Джимми Деграссо — барабаны

## Чарты
| Год  | Чарт                   | Позиция |
| ---- | ---------------------- | ------- |
| 1999 | Mainstream Rock Tracks | 6       |